# 中新井明
中新井 明（なかあらい あきら、1949年4月20日 - ）は、栃木県出身の元プロ野球選手。ポジションは捕手。

## 来歴・人物
栃木県立鹿沼農業高等学校では、1年生が投手、2年に外野へ、3年になってから捕手に転向した。
1967年は主将、3番打者としてエースの五月女豊とバッテリーを組み、鹿沼農高を夏の甲子園大会へ進出させる原動力となった。
1967年のドラフトにサンケイアトムズから11位指名され入団。
一軍公式戦に出場がなく、1969年に引退。

## 詳細情報

### 年度別投手成績
- 一軍公式戦出場無し

### 背番号
- 30 （1968年）
- 48 （1969年）